# 하늘꿈중고등학교
하늘꿈중고등학교는 경기도 성남시 수정구에 위치한 탈북 청소년을 위한 중학교 및 고등학교 과정의 각종학교이다.

## 연혁
- 2003년 3월 10일 : 개교
- 2015년 11월 13일 : 경기도교육청으로부터 인가